# Edward Herbert (2e comte de Powis)
Edward Herbert, 2e comte de Powis (22 mars 1785 – 17 janvier 1848), titré vicomte Clive entre 1804 et 1839, est un pair britannique et un homme politique conservateur. 

## Biographie
Il est le fils d'Edward Clive (1er comte de Powis), et de son épouse Henrietta Herbert. Il fait ses études au Collège d'Eton et au St John's College, à Cambridge, où il obtient son diplôme de maîtrise en 1806 et une licence en droit par la même université en 1835. Il est également DCL de l'Université d'Oxford en 1844, l'année où il est également fait chevalier de la Jarretière.
Après 1804, année de la création de son père comme comte de Powis, il est connu par le Titre de courtoisie de vicomte Clive, le deuxième titre de son père. En 1806, il devient député de Ludlow, conservant son siège jusqu'à ce qu'il hérite du comté et qu'il entre à la Chambre des lords. Il est également l'héritier de son oncle George Herbert (2e comte de Powis), décédé célibataire en 1801, et hérite des domaines du château de Powis à la condition qu'il prenne le nom et les armoiries d'Herbert qu'au lieu de ceux de Clive, ce qu'il fait par licence royale le 9 mars 1807. Il doit aussi régler les lourdes dettes de jeu de son oncle et son père doit laisser les domaines de Clive à son plus jeune fils, Robert Clive (1789-1854).
Défenseur des intérêts de l'Église anglicane au Pays de Galles, il mène avec succès, de 1843 à 1847, une opposition contre la proposition d'unir les sièges de Bangor et de Saint-Asaph. Il est finalement nommé à une commission royale d'enquête sur les évêchés anglophones et gallois. Une somme de 5 000 £ est consacrée à fonder les expositions Powis afin d'aider les étudiants gallois des universités d'Oxford et de Cambridge à devenir religieux.
Il sert longtemps dans la Yeomanry du Shropshire. En 1807, il est nommé commandant d'une troupe formée dans les villes de Ludlow et de Bishop's Castle, qui fusionnent en 1814 pour former un plus grand régiment de cavalerie de Yeomanry dans le South Shropshire. Il continue à servir dans le nouveau régiment, et en est devenu lieutenant-colonel en 1827 Succédant à son père comme lord-lieutenant de Montgomeryshire en 1830, Powis joue un rôle de premier plan dans la répression des émeutes chartistes de 1839, déployant lui-même quatre troupes de son propre régiment pour disperser les émeutiers de Newtown et appréhender certains chefs de file pendant le déploiement des Montgomeryshire Yeomanry dans d'autres parties du même comté. En plus de son régiment d'infanterie, il est colonel à la tête de la milice royale du Montgomeryshire de 1846 à sa mort.
Le comte est un bibliophile qui constitue en 1816 une collection de livres à Powis Castle, provenant de voyages en France, achetés en partie auprès de libraires et en partie à la vente aux enchères de la bibliothèque de l'impératrice Joséphine à Malmaison. Il est élu au Roxburghe Club en 1828 et devient président en 1835, année où il parraine la publication de The Lyvys of Seyntys (c.-à-d. La vie des saints).
En 1847, il se porte candidat au poste de chancelier de l'Université de Cambridge, mais est battu de 117 voix par Albert de Saxe-Cobourg-Gotha.
Passionné de construction de canaux dans le Shropshire et dans le Montgomeryshire, il est au moment de sa mort président du conseil de la Shropshire Union Railways and Canal Company.
Le 9 février 1818, il épouse Lucy Graham, fille de James Graham (3e duc de Montrose), et ils ont sept enfants, dont Percy Egerton Herbert.
Le comte de Powis meurt le 17 janvier 1848 à Powis Castle après avoir été blessé par balle lors d'une chasse au faisan par l'un de ses fils, Robert Charles Herbert. Il est enterré à l'église paroissiale St Mary, à Welshpool. Son fils Edward Herbert (3e comte de Powis) lui succède.